# 里尔—穆斯克龙铁路
里尔－穆斯克龙铁路是法国北部的一条铁路，起点为里尔，终点法比边境，靠近穆斯克龙，与比利时铁路网连接，全长14.6公里。该铁路于1865年全线建成通车，在法国铁路系统中的编号为278000。

## 历史
里尔－穆斯克龙铁路修建计划于1840年被提出，最初由法国北部铁路公司负责修建，于1843年全线建成通车。1938年起成为法国国营铁路公司的一部分。

## 路线
里尔－穆斯克龙铁路由里尔佛兰德站向东南引出，与巴黎－里尔铁路共线至菲沃站（编组站）然后向东支出，转向东北，经鲁贝和图尔宽到达比利时边境，与比利时铁路网连接。

## 车站列表
| 里尔－穆斯克龙铁路车站列表          |        | |                               |                       |
| 车站                                | 公里数 | 交汇路线 | 本线停靠车种                  | 可换乘交通            |
| Lille-Flandres 里尔佛兰德站         | 0      | 295000 里尔－莱丰蒂内特铁路（加来方向）↙ 联络线，连接北部高速铁路的巴黎方向↙ 联络线，前往菲沃站↙                                          | TGV Ouigo TER Hauts-de-France | 北部省城际客运 iLeVIA |
| Five 菲沃站                         | *      | 289000 里尔－阿布维尔铁路（贝蒂讷/阿布维尔方向）↑ 267000 里尔－伊尔松铁路（瓦朗谢讷/伊尔松方向）↖ 272000 巴黎－里尔铁路（巴黎/杜埃方向）↖ | 编组站                        |                       |
| Five 菲沃站                         | 2.390  | 联络线，前往菲沃站↖ |                               |                       |
| Five 菲沃站                         | 3.815  | 联络线，前往295000的加来方向↗ |                               |                       |
| Croix - Wasquehal 克鲁瓦-瓦斯卡勒站 | 7.328  | | TGV TER Hauts-de-France       | iLeVIA                |
| Croix-L'Allumette 克鲁瓦拉吕梅特站  | 8.530  | | TER Hauts-de-France           | iLeVIA                |
| Roubaix 鲁贝站                      | 9.810  | | TGV TER Hauts-de-France       | iLeVIA                |
| Tourcoing 图尔宽站                  | 12.396 | | TGV Ouigo TER Hauts-de-France | 北部省城际客运 iLeVIA |
|                                     | 14.621 | （ 法國/ 比利时边境） |                               |                       |
| Mouscron 穆斯克龙站                 | *      | 比利时75号铁路 | 比利时铁路                    |                       |
| *注：非正线车站                     |        | |                               |                       |